# フランツ・トスト
フランツ・トスト（Franz Tost、1956年1月20日 - ）は、オーストリア出身の元レーシングドライバー、スポーツマネージャー。
青年期はレーシングドライバーとして活動。引退後はモータースポーツの管理職を歴任し、F1コンストラクター「スクーデリア・トロ・ロッソ」および「スクーデリア・アルファタウリ」のチーム代表を全期に渡って務めた。

## 経歴

### 青年期
20代まではレーシングドライバーとして参戦。フォーミュラ・フォード1600でチャンピオンになり、ドイツF3選手権へとステップアップ、F3初年度のチームメイトはフォルカー・ヴァイドラーだった。全日本ツーリングカー選手権などで活躍した同郷のローランド・ラッツェンバーガーとは親友で、ともに寝泊りしながらサーキットを転戦していた。
そしてインスブルック大学やウィーン大学でスポーツ科学、スポーツ経営について学び、ヴァルター・レヒナー・レーシングスクールでチームマネージャーとして働いた。
1993年にウィリー・ウェーバーのマネージメント会社に加入し、ウェーバーが所有し、ミハエル・シューマッハが所属したことでも知られるWTSレーシングチームを任され、チームマネージャーとしてドイツF3選手権を戦った。
その後、ラルフ・シューマッハのマネージメントを任され、1996年にフォーミュラ・ニッポン及び全日本GT選手権（JGTC）に参戦するラルフと共に日本へと向かった。日本ではJGTCでラルフが所属したチーム郷とのつながりで、チーム創設者の郷和道の別荘に住んでいた。2022年現在も郷とは連絡を取り合う仲である。

### F1マネージャー時代
翌1997年、ラルフがF1へとステップアップしたため、トスト自身もF1の世界へと入る。ラルフがウィリアムズチームに移籍することとなると、そのウィリアムズと組んで2000年にF1に復帰することを計画していたBMWと合流し、レースやテストに必要な機材を運ぶトランスポーターの旅程などを決めるトラックオペレーションのマネージメントを任された。以後、2005年の末まで、この仕事を担った。
母国の大手企業レッドブル・グループがイタリアのF1チーム・ミナルディを買収し、2006年からF1コンストラクター「スクーデリア・トロ・ロッソ」として参戦を表明。過去にレーシングチームのマネージャーとして実績があるトストに白羽の矢を立て、同チームの代表に就任。チームは、前身のミナルディも含めての初優勝（2008年）を飾るなどの手腕を発揮した。
それからスクーデリア・トロロッソが2019年シーズンをもって、14年間の歴史で終了。コンストラクターを新たに「スクーデリア・アルファタウリ」と改称し、継続してチーム代表を務めている。そしてチーム改称初年度に初勝利し、トロロッソ時代から12年ぶりの快挙に貢献した。
2023年シーズン限りでアルファタウリの代表退任を発表し、同年末をもって勇退。今後2年間は、レッドブル系チームの非常勤コンサルタントに就く。

## レース戦歴

### ドイツ・フォーミュラ3選手権
| 年     | エントラント                             | シャーシ    | エンジン | クラス | 1   | 2      | 3       | 4     | 5   | 6       | 7       | 8       | 9       | 10     | 11       | 12      | 13  | 14       | 順位 | ポイント |
| ------ | ---------------------------------------- | ----------- | -------- | ------ | --- | ------ | ------- | ----- | --- | ------- | ------- | ------- | ------- | ------ | -------- | ------- | --- | -------- | ---- | -------- |
| 1983年 | ヴァルター・レヒナー・レーシングスクール | ラルト・RT3 | VW       | A      | AVU | MAI    | NÜR     | WUN   | KAU | ERD 15  | DIE     | ZOL     |         |        |          |         |     |          | NC   | 0        |
| 1984年 | ヴァルター・レヒナー・レーシングスクール | ラルト・RT3 | VW       | A      | ZOL | HOC    | AVU     | MAI   | KAU | WUN     | NÜR     | ERD     | ZOL2    | SAL    | NÜR2 Ret | ZOL3    |     |          | NC   | 0        |
| 1985年 | Franz Tost                               | ラルト・RT3 | VW       | A      | ZOL | NÜR 16 | HOC DNS | WUN 7 | AVU | ÖST Ret | ERD Ret | NOR Ret | HOC2 12 | DIE 16 | ZOL2 15  | SAL Ret | SIE | NÜR2 DNS | 23位 | 4        |

- 太字はポールポジション、斜字はファステストラップ。